# Gamma1 Normae
Gamma1 Normae (γ1 Normae, förkortat Gamma1 Nor, γ1 Nor) är en ensam stjärna belägen i den mellersta delen av stjärnbilden Vinkelhaken. Den har en skenbar magnitud på 4,98 och är synlig för blotta ögat där ljusföroreningar ej förekommer. Baserat på parallaxmätning inom Hipparcosuppdraget på ca 2,2 mas, beräknas den befinna sig på ett avstånd på ca 1 500 ljusår (ca 450 parsek) från solen. Den rör sig närmare solen med en radiell hastighet på ca -16 km/s.

## Egenskaper
Gamma1 Normae är en gul till vit superjättestjärna av spektralklass F9 Ia. Den har en beräknad massa som är ca 6,6 gånger större än solens massa, en radie som är ca 160 gånger större än solens och utsänder från dess fotosfär ca 2 040 gånger mera energi än solen vid en effektiv temperatur av ca 6 100 K.